# Laelius fumimarginalis
Laelius fumimarginalis är en stekelart som beskrevs av Vikberg 2005. Laelius fumimarginalis ingår i släktet Laelius, och familjen dvärggaddsteklar. Arten är reproducerande i Sverige.